# أليس بيكوك
أليس بيكوك (بالإنجليزية: Alice Peacock)‏ هي ملحنة ومغنية مؤلفة أمريكية، ولدت في 1971.

## وصلات خارجية
- الموقع الرسمي
- أليس بيكوك على موقع ميوزك برينز (الإنجليزية)
- أليس بيكوك على موقع ديسكوغز (الإنجليزية)